# 平ノ戸三之助 (1857年生)
平ノ戸 三之助（ひらのと さんのすけ、1857年7月（安政4年） - 没年不詳）は、肥前国松浦郡（現長崎県佐世保市）出身で湊部屋、中村部屋、雷部屋に所属した元力士。元世話人。本名は岡本 三之助。最高位は前頭2枚目。身長体重不明。

## 来歴
初めは大坂相撲に所属する力士であったが、25歳であった1883年1月に上京、湊部屋出身の梅ヶ谷藤太郎の門弟となり、東京相撲に加入し、二枚目格からの始まりとなった。1888年5月、30歳の時にようやく入幕を果たし、以後実力を発揮。1891年5月には、西ノ海嘉治郎から2度目の金星を上げ、翌1892年1月は自己最高位の西前頭2枚目に躍進した。なお、平ノ戸が獲得した3つの金星はすべて、西ノ海からのものである。1894年1月には、出身の佐世保が平戸藩の領地で、かつて平戸藩の抱え力士であった御用木雲右エ門 (初代)の四股名を継いで、2代・御用木雲右エ門を名乗っている。1894年5月限りで廃業し大阪に戻ったが、のち再び上京し世話人となった。

## 備考
後年、同じ佐世保出身の出羽海部屋所属の平ノ戸千代蔵が、一時平ノ戸三之助を四股名としたことがある。

## 成績
- 幕内13場所29勝68敗23休10分預、金星3

## 改名
- 平ノ戸→御用木